# إيلين ماك آرثر
إلين باتريشيا ماك آرثر (بالإنجليزية: Ellen MacArthur)‏ (ولدت في 8 يوليو 1976) بحارة إنجليزية (حتى عام 2009) وحاصلة على وسام الامبراطورية البريطانية لتحمل لقب السيدة أو السيدة القائد، أصيلة وتستاندول قرب ماتلوك في ديربيشاير، وتستقر حالياً غرب كاوز في جزيرة وايت، اشتهرت دوليا كونها أول امرأة بحارة دارت بيختها وحيدة حول العالم . في 7 فبراير 2005 كسرت الرقم القياسي العالمي لأسرع طواف منفرد من الكرة الأرضية في 71 يوما، وهو الإنجاز الذي اكسبها شهرة دولية. وقد تمكن الفرنسي فرنسيس جويان من كسر رقم العالمي، الذي كان قد سجل ذلك من قبل ماك آرثر التي انعشت السجل مرة أخرى في أوائل عام 2008 بعد أن اقتربت من تحطيمه بعد اسبوعين تقريبا. وبعد تقاعدها المهني من الإبحار في 2 سبتمبر 2010، أعلنت إيلين عن إطلاق مؤسسة إيلين ماك آرثر ، وهي مؤسسة خيرية أنشئت لإلهام الناس إلى إعادة التفكير، إعادة تصميم وبناء تنمية مستقبلية مستدامة.

## كتب
في عام 2002، الذي صدر ماك آرثر سيرتها الذاتية الأولى بعنوان مواجهة العالم , في سبتمبر 2010، نشرت سيرة ذاتية الثانية بعنوان دائرة كاملة.